# 孚日运河
孚日运河（法語：Canal des Vosges，法語發音：[kanal de voʒ]）是法国的一条运河。2003年之前，该运河与默兹河运河并称东部运河。